# Zbehy
Zbehy és un poble i municipi d'Eslovàquia que es troba a la regió de Nitra, al sud-oest del país. El 2021 tenia 2.222 habitants.

## Història
La primera menció escrita de la vila es remunta al 1156.

## Demografia
| Godina             | 1994 | 2004   | 2014   | 2024   |
| ------------------ | ---- | ------ | ------ | ------ |
| Nombre de persones | 2044 | 2171   | 2261   | 2276   |
| Diferència         |      | +6,21% | +4,14% | +0,66% |

| Godina             | 2023 | 2024   |
| ------------------ | ---- | ------ |
| Nombre de persones | 2238 | 2276   |
| Diferència         |      | +1,69% |

## Persones il·lustres
- Michal Greguš
- Koloman Tihanyi
- Marína Čeretková-Gállová